# Govern Federal de Transició
El Govern Federal de Transició de Somàlia, TFG (somali: Dowalada Federaalka Ku Meel gaarka ah ee Jamhuuriyada Soomaaliya) és un govern suposadament de tot el territori de l'antiga Somàlia, creat per quasi totes les faccions a la Conferència de Pau i Reconciliació de Somàlia de Eldoret a Kenya amb l'objectiu de restaurar les institucions desaparegudes després del 1991 i restablir l'estat. Va substituir al Govern Nacional de Transició (GNT) que no havia obtingut el suport d'una majoria de faccions.
La Conferència de Pau i Reconciliació de Somàlia de Eldoret a Kenya es va obrir el novembre del 2002 per acollir a totes les tendències, però no es va arribar a un principi d'acord fins al juliol del 2003. El Parlament Federal de Transició fou establert el gener del 2004 amb 275 parlamentaris escollits per consens entre les faccions. El Parlament va aprovar la Carta Federal de Transició (una mena de constitució) el febrer del 2004; el 10 d'octubre es va escollir al president, sent designat en tercera ronda de votacions (dia 14) Abdullahi Yusuf Ahmed; i el 3 de novembre es va nomenar el primer govern presidit per Ali Muhammad Ghedi. Les faccions que havien donat suport al GNT van donar també suport al Govern Federal. Les que no havien estat amb el primer van ser incloses ara, en la major part, al nou acord. El govern es va establir a Jowhar el juliol del 2005 i va esclatar en dues faccions:
- La de Jowhar, del president Abdullahi Yusuf Ahmed amb suport de diversos senyors de la guerra.
- La de Mogadiscio dirigida pel president del Parlament Sharif Hassan Sheikh Adan, amb suport d'altres senyors de la guerra de la capital incloent Mohammed Qanyare Affra, Osman Ali Atto, Muse Sudi Yalahow, i de la facció de l'Exèrcit de Resistència Rahanweyn a Baidoa dirigida per Mohammed Habsade.

Les dues faccions es van reconciliar el gener del 2006 i es va convocar el Parlament. El febrer del 2006 el govern es va poder establir a Baidoa. La primera reunió del Parlament a l'interior es va fer el dia 26 de febrer de 2006 en un magatzem de gra habilitat per l'ocasió. Les relacions van romandre tenses entre les dues faccions. (US Department of State, 7 de març del 2007]
Al febrer del 2006 un grup de ministres del GFT, homes de negocis i caps de faccions, van anunciar la formació de l'Aliança per la Restauració de la Pau i Contra el Terrorisme, per combatre els islamistes (en el sentit de terroristes) i estabilitzar el país. Aquesta aliança tenia el suport americà.
A partir del febrer o març del 2006 la lluita contra la Unió de Corts Islàmiques de Somàlia es va fer més dura. Els senyors de la guerra, membres tots (excepte un, aliat de les corts) del Govern Federal de Transició estaven ara tots agrupats en l'Aliança per la Restauració de la Pau i Contra el Terrorisme. El govern va ordenar parar els combats però no van obeir l'orde i els quatre senyors que eren ministres foren cessats (Ministre de Seguretat Mohamed Afrah Qanyare, Ministre de Comerç Musa Sudi Yalahow, Ministre de Rehabilitació Issa Botan Alin i ministre d'Afers Religiosos Omar Muhamoud Finnish. El dia 5 de juny del 2006 els islamistes entraven a la capital Mogadiscio.
En aquest moment donaven suport al GFT:
- El grup del G8 (de l'antiga facció Jowhar), que després fou el G13 (vegeu Jama Ali Jama)
- El Consell Nacional de Salvació Somali (també de l'antiga facció Jowhar) format pels següents grups:
  - Administració regional del Baix Shabele (Shabeellaha Hoose), de Yusuf Indha'ade
  - Aliança de la Vall del Juba del coronel Barre Hirale
  - Exèrcit de la Resistència Rahanweyn de Mohamed Ibrahim Habsade (abans de la facció de Mogadiscio)
  - Congrés de la Somàlia Unificada-Aliança de Salvació Somali de Muse Sudi Yalahow
- Consell de Reconciliació i Restauració de Somàlia (igualment de l'antiga facció Jowhar) formada per:
  - Administració regional del Shabele Mitjà (Shabeellaha Dhexe)
  - Estat de Puntland
  - Exèrcit de la Resistència Rahanweyn de Mohamed Nur "Sharigaud"
  - Moviment Patriòtic Somali-Consell de Reconciliació i Restauració de Somàlia (o facció del coronel Jess)
- Milícies ali dheere i rer Ahmad, al servei de l'antiga facció Jowhar
- Els membres de l'antiga facció de Mogadiscio:
  - Congrés de la Somàlia Unificada-Aliança de Salvació Somali facció de Umar Finish
  - Congrés de la Somàlia Unificada-Aliança Nacional Somali de Usman Hasan Ali Ato.
  - General Ade Muse Hirsi, opositor del Puntland
  - Jama Ali Jama (grup G13)
- Abdinur Ahmed Darman, Partit de la República Unida de Somàlia
- Moviment Patriòtic Somali, facció del general Morgan
- Milícies dels dabare i del luway, sub clans rahanweyn (que es van enfrontar entre elles)
- Milícies dels subclans marehan dels hawarsame rer hasan i habar ya'qub (que es van enfrontar entre elles)
- Milícia del clan abgal dels hawiye
- Milícies d'homes de negocis (un warsangeli i un wabudan) (que es van enfrontar a l'anterior)
- Milícies dels murusade i duduble sub clans dels hawiye (que es van enfrontar entre elles)
- Milícia dels sub clans galje'el i dels jalele (que es van enfrontar entre elles)
- Milícia del clan marehan (dividida en dos faccions i enfrontada a la següent)
- Milícia del sub clan Gare (enfrontada a l'anterior)
- Milícia del sub clan saad dels hawiye
- Milícia del sub clan seleeban dels hawiye (enfrontada a l'anterior)

En aquest moment el gabinet estava format per 42 ministeris i 60 secretaries (equivalents a direccions generals). Els ministres van començar a dimitir (fins a 22 de 42); 18 ministres o secretaris van dimitir el 27 de juliol. El 30 de juliol el primer ministre Ghedi va patir un vot de confiança però els opositors no van poder obtenir els dos terços necessaris. El dia 1 d'agost van dimitir vuit ministres o secretaris més en protesta per no iniciar converses amb la Unió de Corts Islamiques. El 2 d'agost van dimitir 11 ministres i 18 secretaris (o sigui 29 en total) que van augmentar fins de 29 a 36 l'endemà, entre els quals el Ministre de Sanitat i ex primer ministre Muhammad Abdi Yusuf i a 40 membres el dia 4 (dels quals 16 ministres). Finalment el 7 d'agost Ghedi i el president Abdullahi Yusuf Ahmed van aconseguir un acord sobre converses amb la Unió de Corts Islàmiques i la formació d'un nou govern.
Ghedi va proposar un nou gabinet amb només 31 ministres (i 44 secretaris) al cap de pocs dies. Aquest gabinet va prendre possessió el 21 d'agost. A Seguretat, Defensa, Finances i Afers Estrangers entraven nous ministres; Hussein àlies Aydid conservava la cartera d'Interior. Els secretaris van prendre possessió pocs dies després. El vot del parlament estava previst pel 26 d'agost però es va posposar per por que no fos aprovat. El govern va perdre Kismaayo el 24 de setembre. A Baidoa es van establir uns centenars de soldats etíops (un grup d'assessors segons el govern etíop i el GFT, milers segons els islamistes). El 15 de desembre de 2006 seixanta membres del Parlament es van declarar contra la presència etíop.
Quan els islamistes van avançar cap a Baidoa (20 de desembre) els etíops van intervenir amb més soldats, tancs, artilleria i aviació (22 de desembre) i amb els seus medis molts superiors als dels enemics van aconseguir una victòria completa i van avançar cap a la capital (25 i 26 de desembre) que va quedar assetjada el 27 de desembre. Les Corts la van evacuar el 28 de desembre i els etíops hi van entrar el 29 de desembre. Més tard els etíops van conquerir altres llocs pels Govern com Kismaayo (1 de gener del 2007).
L'1 de gener del 2007 el president Yusuf Ahmed nomenava un nou administrador per la regió de Hiiraan: Hussein Mohamud Moalim va substituir a Dabageed; Saleyman Ahmed Hilawle fou designat sub governador. El mateix dia s'ordenava el desarmament de les milícies dels senyors de la guerra a Mogadiscio. Es va donar tres dies pel desarmament i es va concedir una amnistia en la que foren inclosos els islamistes.
El 17 de gener de 2007 el cap (speaker) del Parlament Sharif Hassan Sheikh Adan fou destituït pel mateix Parlament per 183 vots a favor i 8 en contra, acusat d'estar absent de les sessions parlamentàries durant mesos i de ser simpatitzant de les Corts. La reunió es va fer al graner de Baidoa. Com a nou cap fou elegit el 31 de gener del 2007 Sheikh Adan Madobe per 154 vots dels 275; Ibrahim Adan Hassan va obtenir 54 vots.
El 7 de febrer del 2007 foren cessats tres ministres: el d'Educació Abdiaziz Sheikh Yusuf, el de Cultura i Educació Superior Hussein Mohamud Sheikh Hussein, i el de Recursos Minerals i Hidraulics Mohamud Salad Nuur, els dos primers acusats de corrupció i el tercer per no haver complert bé la seva tasca. Hussein Aydid fou destituït com a ministre d'Interior i va rebre la cartera d'Obres Públiques i Habitatge. 10 llocs foren reassignats al gabinet 

Poc després Aydid junior va fugir a Eritrea on va acusar Etiòpia de genocidi i va reclamar el final de l'ocupació militar etíop. El setembre de 2007 va formar una aliança amb les Corts Islàmiques de Somàlia, que es va dir Aliança pel Nou Alliberament de Somàlia. El 29 d'octubre del 2007 el primer ministre Ali Muhammad Ghedi va anunciar la seva dimissió per diferències amb el president Abdullahi Yusuf Ahmed. Va restar com a membre del parlament i a començaments de gener de 2008 va anunciar que es presentaria a l'elecció presidencial del 2009.Com a nou primer ministre fou nomenat interinament Salim Aliyow Ibrow fins al nomenament (24 de novembre) del Nur Hassan Hussein.
Durant tot el 2008 els islamistes van recuperar les seves antigues possessions. L'agost del 2008 el govern federal va perdre la important ciutat de Kismaayo.